# Justa y Rufina

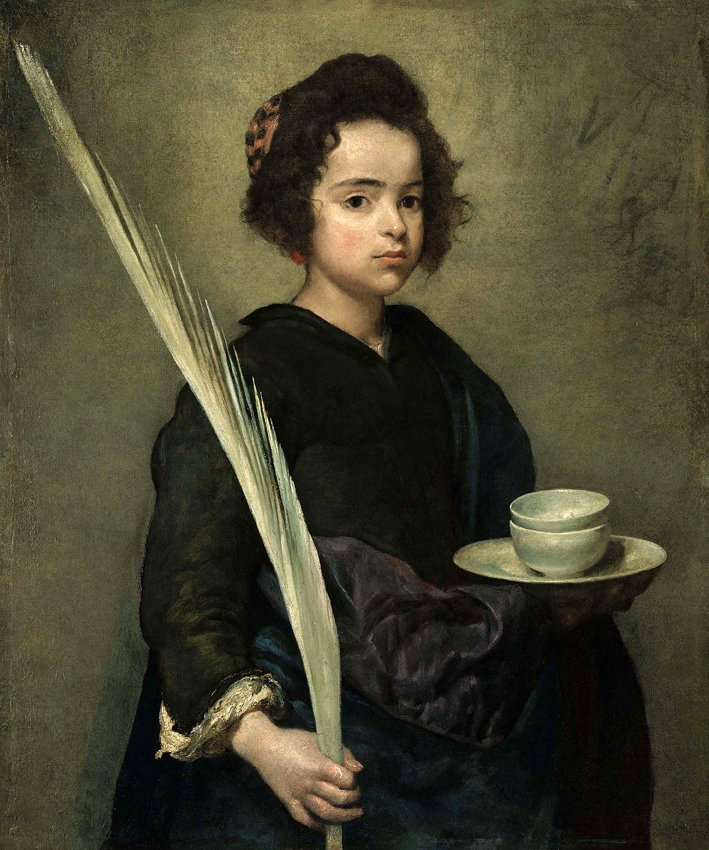
Santa Rufina, cuadro de Velázquez (Sevilla, Centro Velázquez, Fundación Focus-Abengoa).

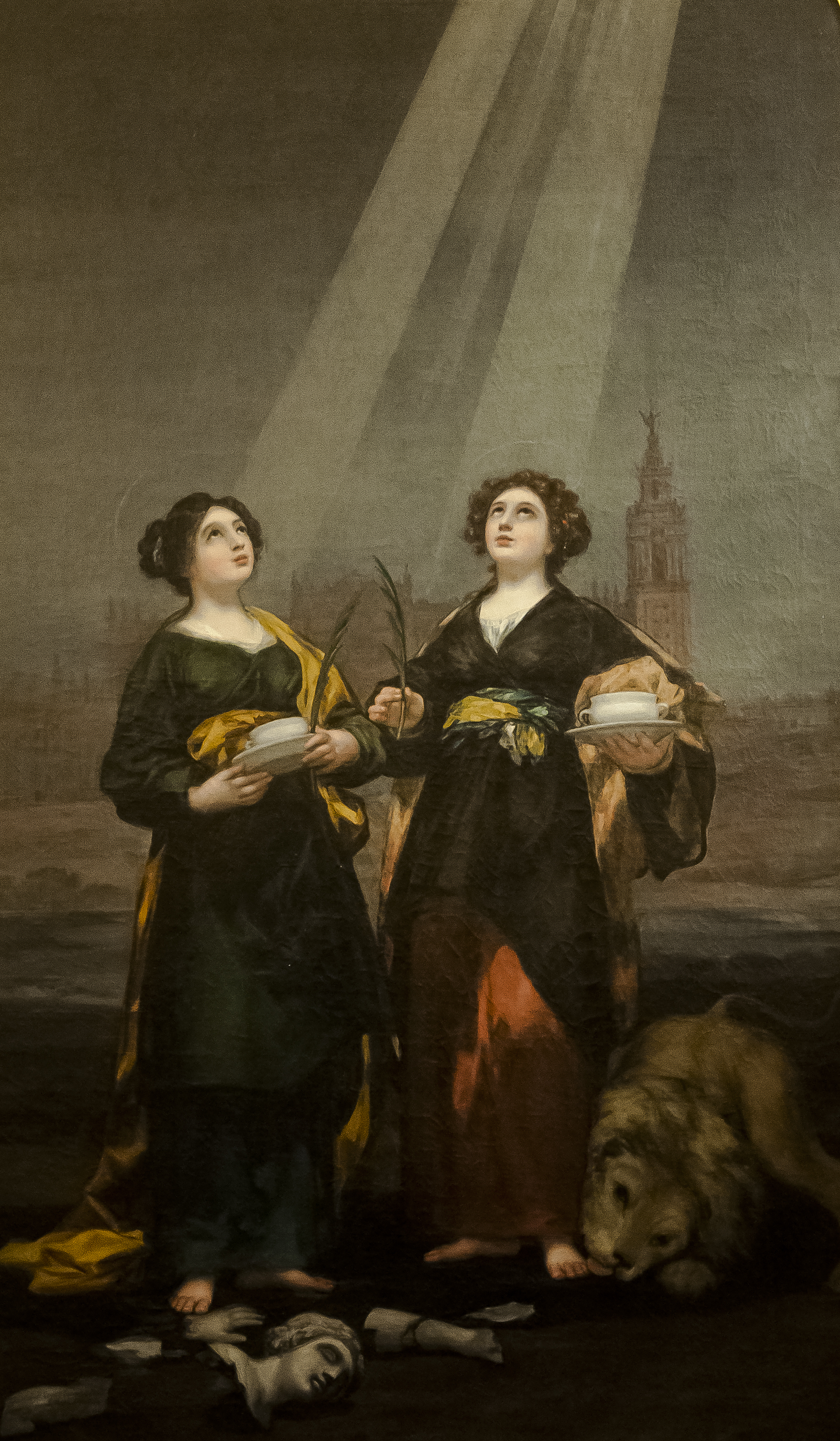
Justa y Rufina por Francisco de Goya, catedral sevillana

Justa y Rufina fueron dos hermanas nacidas en Sevilla los años 268 y 270. Ambas murieron en el año 287. Son veneradas como santas por la Iglesia católica y la Iglesia ortodoxa. Su festividad se celebra en Sevilla el 17 de julio (siguiendo la tradición medieval hispánica) y en otros lugares de España el 19 de julio. En Manises (Valencia) se celebran fiestas en su honor del 14 al 20 de julio, siendo el 19 de julio el día de las Santas. En Payo de Ojeda (Palencia), son veneradas el 19 y 20 de julio. Ambas son en ocasiones confundidas con santa Rufina y santa Segunda, dos mártires ejecutadas en Roma treinta años antes.

## Narración de su vida y martirio según la leyenda cristiana
Justa y Rufina fueron hermanas carnales, nacidas en Hispalis bajo el dominio romano; Justa en 268 y Rufina en 270, de modesta familia de cristianos clandestinos dedicados al oficio de la alfarería. En estos tiempos, las hermanas dedicaban su tiempo a ayudar al prójimo y al conocimiento del Evangelio.
Era costumbre celebrar una vez al año una fiesta en honor a Venus, en la que se rememoraba el fallecimiento del admirado Adonis. Se recorrían las calles de la ciudad pidiendo limosnas para la fiesta. En cierta ocasión, los seguidores de Venus llegaron a casa de Justa y Rufina solicitando el dinero correspondiente, pero las hermanas se negaron a pagarlo por ser el fin de este contrario a su fe, y no solo esto sino que decidieron hacer añicos la figura de la diosa entre ambas, provocando de esta manera el enfado general de las devotas que se lanzaron hacia ellas.
Según la Real Academia de la Historia, esta fiesta era la de las Adonias, llamada así en honor a Adonis, y la imagen que las gentes portaban en andas era el ídolo de la diosa de origen babilónico Salambó, equivalente a Venus.
El prefecto de Sevilla, Diogeniano, mandó encarcelarlas, animándolas a abandonar sus creencias cristianas si no querían ser víctimas del martirio. Las santas se negaron, a pesar de las amenazas. Sufrieron el tormento del potro para a continuación ser torturadas con garfios de hierro. Diogeniano esperaba que el trato que se le daba sería suficiente para que renunciaran a su fe, pero ellas aguantaron todo. Viendo que no surtió efecto el castigo, las encerró en una tenebrosa cárcel donde sufrirían las penalidades del hambre y la sed.
Estoicamente sobrevivieron a su condena, por lo que fueron castigadas de nuevo. Esta vez debían caminar descalzas hasta llegar a Sierra Morena. Tuvieron la suficiente fuerza para conseguir el objetivo. Viendo que nada las vencía, mandó encarcelarlas hasta morir. La primera en fallecer fue Santa Justa. Su cuerpo lo tiraron a un pozo, recuperado poco tiempo después por el obispo Sabino.
Una vez que hubo acabado con la vida de Justa, Diogeniano creyó que Rufina sucumbiría a sus deseos con más facilidad, pero no lo consiguió. Decidió acabar con su vida de la forma más lúgubre en aquellos tiempos. La llevó al anfiteatro y la dejó a expensas de un león para que la destrozase. La bestia se acercó, y lo más que hizo fue mover la cola y lamer sus vestiduras como haría un animal de compañía. El Prefecto no aguantó más, la mandó degollar y quemar su cuerpo. Nuevamente tras este hecho, el obispo Sabino recogió los restos y la enterró junto a su hermana en el año 287.
Por tal acción, y por su muerte cruenta, ambas fueron objeto de la devoción popular, y se las consideró santas. Se les nombró patronas de los gremios de alfareros y cacharreros, caso de Manises (Valencia) donde en 1746 fueron declaradas patronas del gremio de artesanos ceramistas y en 1925 fueron declaradas patronas canónicas de esta ciudad con gran tradición ceramista. También son veneradas como patronas de otras localidades, por ejemplo Orihuela, donde la leyenda cuenta que las santas se aparecieron en forma de dos luceros sobre la sierra de Orihuela tras la conquista cristiana sobre los musulmanes. También son patronas de Payo de Ojeda en Palencia, de Maluenda, en la provincia de Zaragoza y de la ciudad conquense de Huete.

## Concilio de Elvira
La negativa de las futuras santas a entregar vasijas a los paganos que seguían la procesión de la diosa semítica Salambó produjo un altercado en el que las cristianas derribaron y rompieron el ídolo, a la manera del gesto provocador de San Polieucto.
Algunos años más tarde los padres del Concilio de Granada, en su canon 60 promulgaron que:

"...Si alquien destruye un ídolo y lo condenan a muerte, dado que se trata de algo que no está indicado en el Evangelio y no nos parece que se actuara así en tiempos de los Apóstoles, hemos decidido que estos cristianos no sean recibidos en el número de los mártires..."

Sin embargo hubo una difusión oficial de su culto en la Bética durante la época visigoda, tuvieron en Sevilla su basílica martirial y San Isidoro compuso un himno en su honor.
Ambas seguían siendo festejadas en Córdoba en el siglo IX. Cuando en el califato Omeya de al-Ándalus, durante los reinados de Abderramán II y Mohamed I se produjeron persecuciones de los cristianos mozárabes, estos tuvieron que refugiarse en Toledo donde fundaron una parroquia bajo la advocación de ambas santas.

## Visión crítica
Hay una serie de hechos que pondrían en duda la definición de las santas:
1. No se menciona a estas santas por primera vez sino en documentos del siglo VII.[6]
2. La fuente más antigua disponible, el Martyrologium Hieronymianum (siglo VI-VII d. C.), plantea tales dificultades que la hacen una fuente poco fiable: desarrolla contenido en ocasiones legendario o deformando noticias anteriores, presenta confusiones en los nombres de lugares debido al uso de abreviaturas, errores en los nombres de personas (incluso a veces se cambia el género del personaje o se confunde con otro santo distinto) o en las cifras romanas (provocando numerosos errores temporales). Todo esto se vio agravado por la labor sucesiva de los copistas, que añadían texto arbitrariamente para suplir lagunas textuales u omitían texto existente, lo que provocó que «los ejemplares más antiguos presentaran ya un aspecto ininteligible en numerosos pasajes».[7]

## Veneración en la ciudad de Sevilla
Las santas Justa y Rufina son especialmente veneradas en Sevilla. La tradición las señala como protectoras de la Giralda y la Catedral, considerando que, por su intercesión, no cayeron tras el terremoto de 1504. De esta manera, suelen estar representadas junto a la Giralda, portando palmas como símbolo del martirio y con diferentes objetos de barro alusivos a su profesión de alfareras. En la propia Catedral hay una capilla dedicada a las Santas. En ella figuran sus esculturas, que proceden de la Iglesia del Salvador (Sevilla) y fueron realizadas por Pedro Duque y Cornejo en 1728.
En el Colegio Salesiano de la Santísima Trinidad, también en Sevilla, se conserva una antigua galería subterránea considerada tradicionalmente las mazmorras donde estuvieron presas las dos hermanas. En su interior también existe una columna de mármol. En ella se encuentra una cruz tallada de unos 10 cm que, dice la leyenda, fue tallada por las santas con sus propias uñas durante su cautiverio. En su interior tienen un altar dedicado.
Su festividad se celebra en Sevilla el 17 de julio. En otros lugares de España el 19 de julio.

## Veneración en Manises
Patronas del gremio de artesanos ceramistas desde 1746 y patronas canónicas de la ciudad de Manises desde 1925, las santas Justa y Rufina, son popularmente conocidas como "Les Santes Escudelleres" (en lengua valenciana) por su oficio de alfareras. Del 13 al 19 de julio la Ciudad de Manises se vuelca en festejos en honor de "Les Santes", destacando la Fiesta de la Cerámica, la Cabalgata de la Cerámica el 18 de julio, víspera del día de Las Santas, en la que desde las carrozas se lanzan miles de piezas de cerámica a miles de personas (maniseros y visitantes) que abarrotan las calles del recorrido de esta espectacular Cabalgata; y el 19 de julio la Procesión General de las santas Justa y Rufina en la que estas son acompañadas por los fieles y devotos, y las diferentes clavarías y cofradías que con sus imágenes quieren reconocer el patronazgo de las Santas Justa y Rufina.
Las imágenes de "Les Santes" se encuentran durante todo el año en la Iglesia de San Juan Bautista donde está su altar y reciben culto. Las actuales imágenes que sustituyen a las que se quemaron en 1936, al principio de la Guerra Civil, datan de 1940 siendo su artista Pío Mollar, de Valencia, y el anda y la Giralda de Agustín Devesa, también de Valencia.
En la población hay una vía pública con el nombre de calle de las santas Justa y Rufina, donde hay un retablo cerámico. también podemos encontrar en la Avenida Blasco Ibáñez otro mural cerámico con la imagen de las Santas, así como en el Monumento al Ceramista Manisero también están presentes.

## Veneración en Calzadilla de Tera
Santas Justa y Rufina se veneran con gran devoción en el pueblo de Calzadilla de Tera, en la provincia de Zamora, donde celebramos su festividad el 19 de julio. 
También se venera la Virgen de la O, venerada en Sevilla igualmente. Curiosa la relación entre Santas Justa y Rufina, que destruyen la imagen de la Diosa de la fertilidad, y las juntamos en adoración a la Virgen de la O, de la esperanza, de la fertilidad.
No se sabe a ciencia cierta por qué son veneradas en el pueblo, se ha supuesto que el pueblo pudo ser una parada cuando transportaron las reliquias de San Isidoro de Sevilla los reyes de León Fernando I y doña Sancha en 1063 por la Vía de la Plata hasta la Colegiata de san Isidoro de León.
San Isidoro de Sevilla fue uno de los más sabios de la época visigótica en España. Según el cronista Lucas de Tuy, sucedieron milagros por los lugares donde pasaron, en los que también se construyeron varias iglesias en honor al santo.
Por Calzadilla de Tera transcurre el Camino de Santiago Mozárabe, la Ruta Jacobea de la Vía de la Plata, vía Sanabresa, que enlaza el sur, Sevilla, con Santiago de Compostela.
También transcurre la Vía Romana XVII por donde se transportaba el oro de las Médulas vía Astorga (Astúrica Augusta) hasta Braga en Portugal (Bracara Augusta). Por lo que el traslado de los restos de San Isidoro de Sevilla bien pudieran haber pasado por este camino, pues en la comitiva iban dos obispos, Albito de León y Ordoño de Astorga. El traslado se hizo con gran boato, por lo que Astorga sería parada obligatoria.

## Galería de imágenes

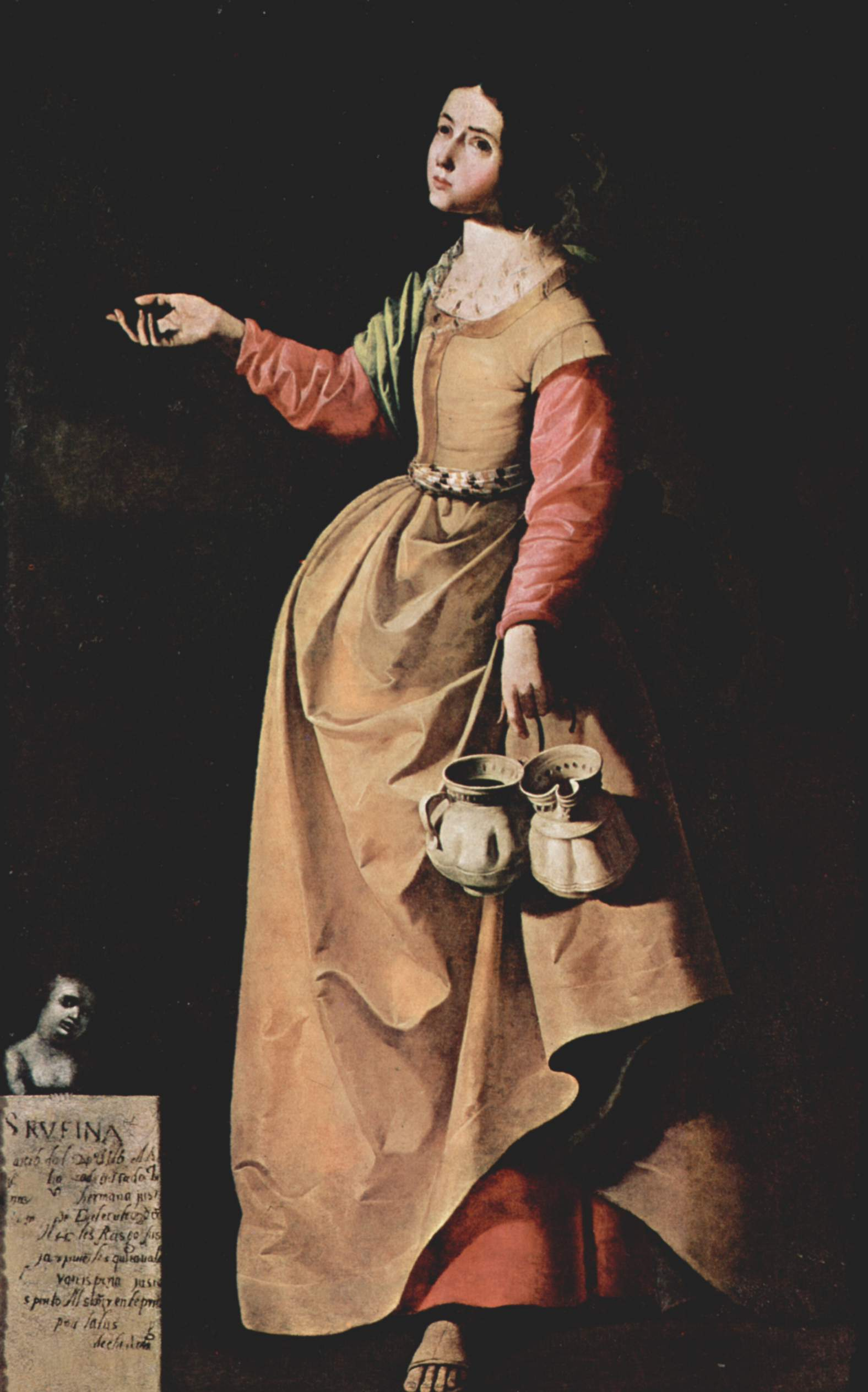
Santa Rufina, por Zurbarán
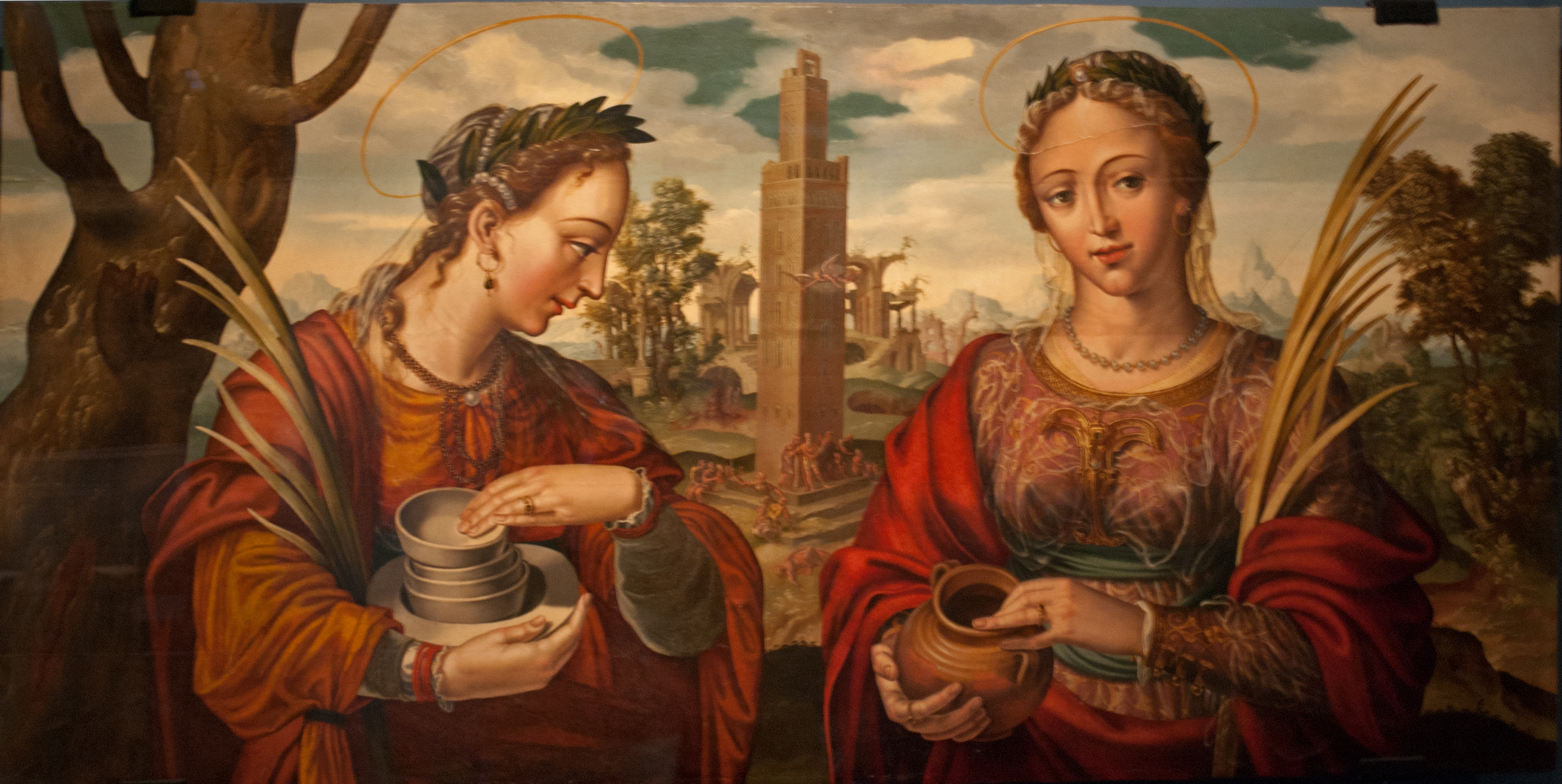
Santas Justa y Rufina, por Hernando de Esturmio
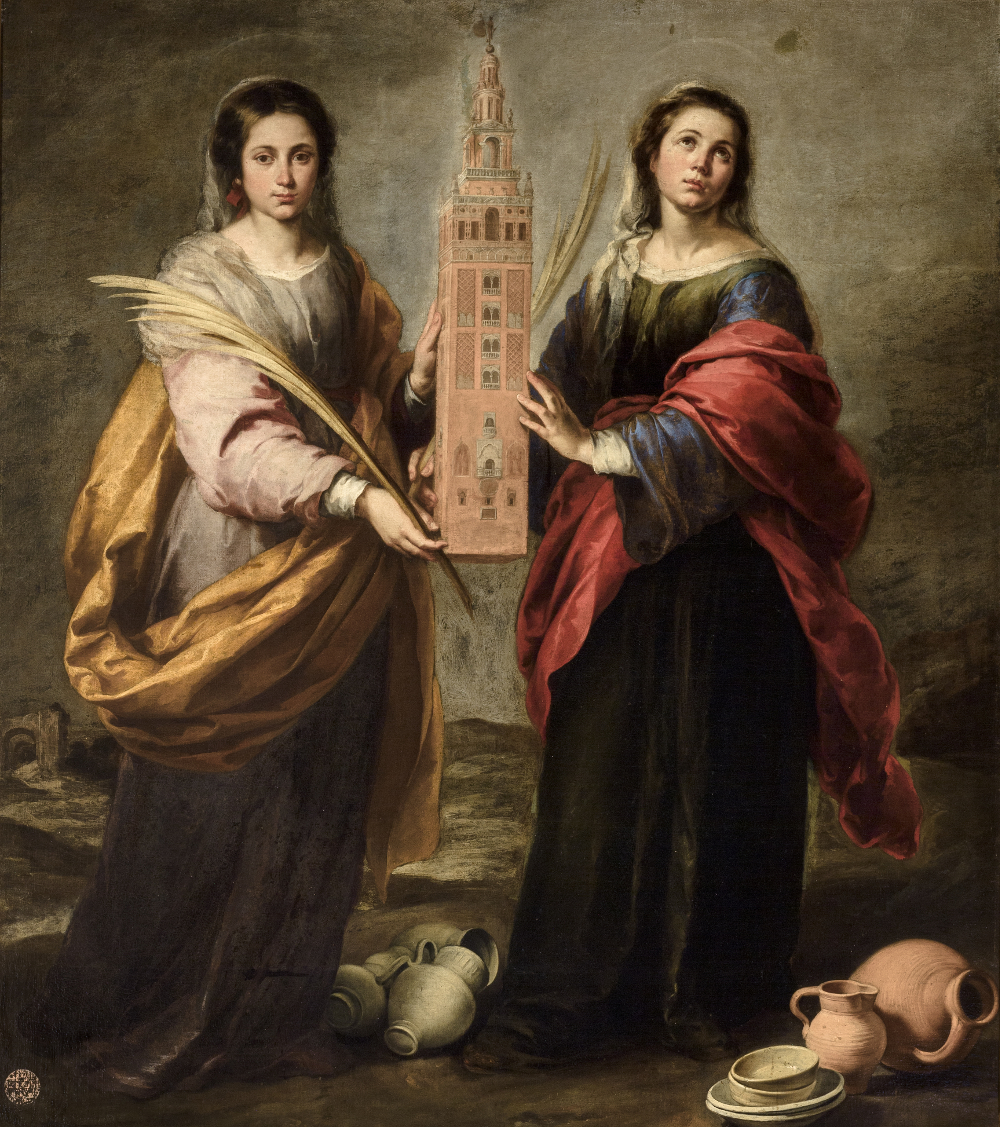
Santas Justa y Rufina, por Bartolomé Esteban Murillo
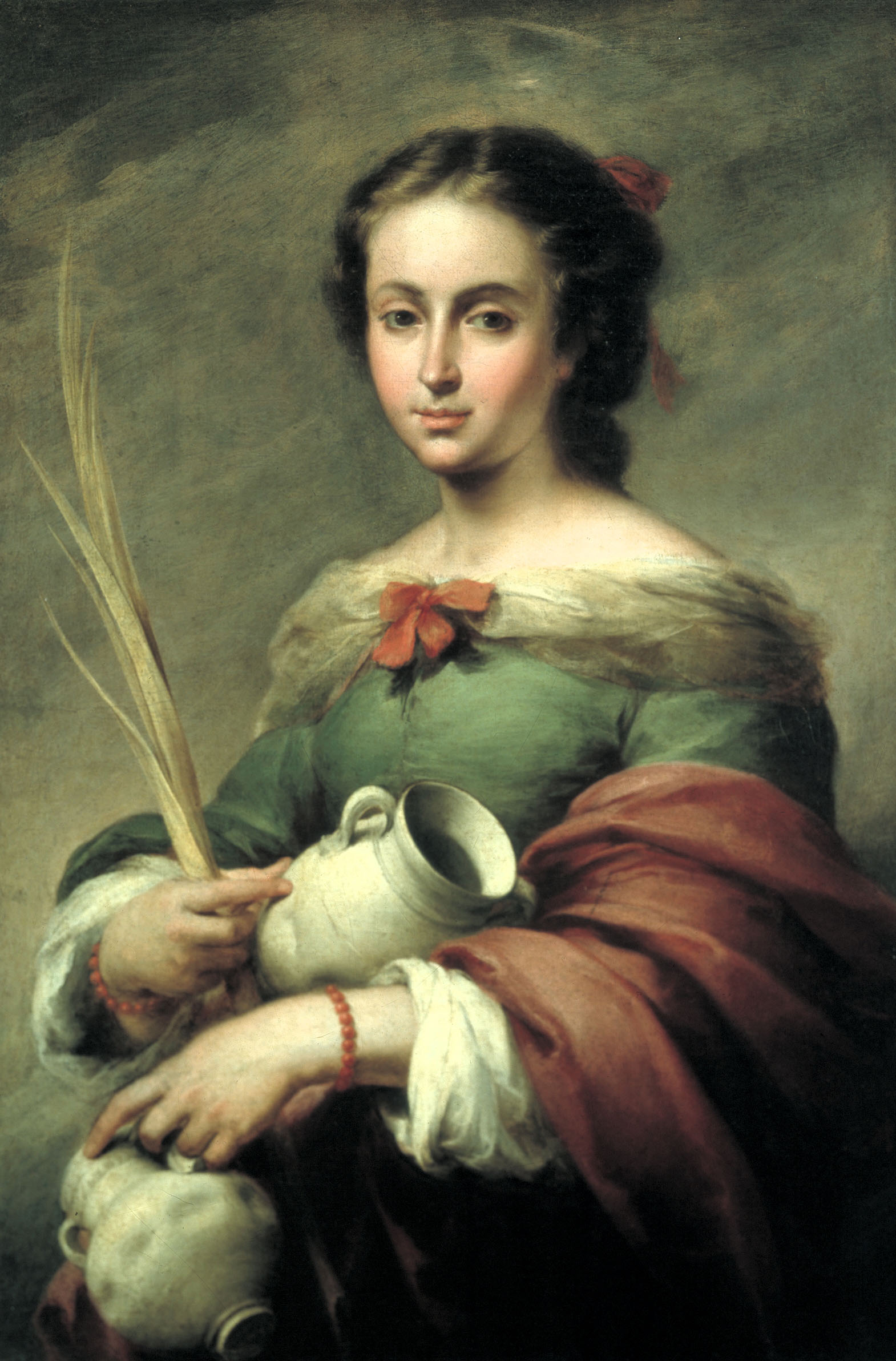
Santa Rufina, por Murillo
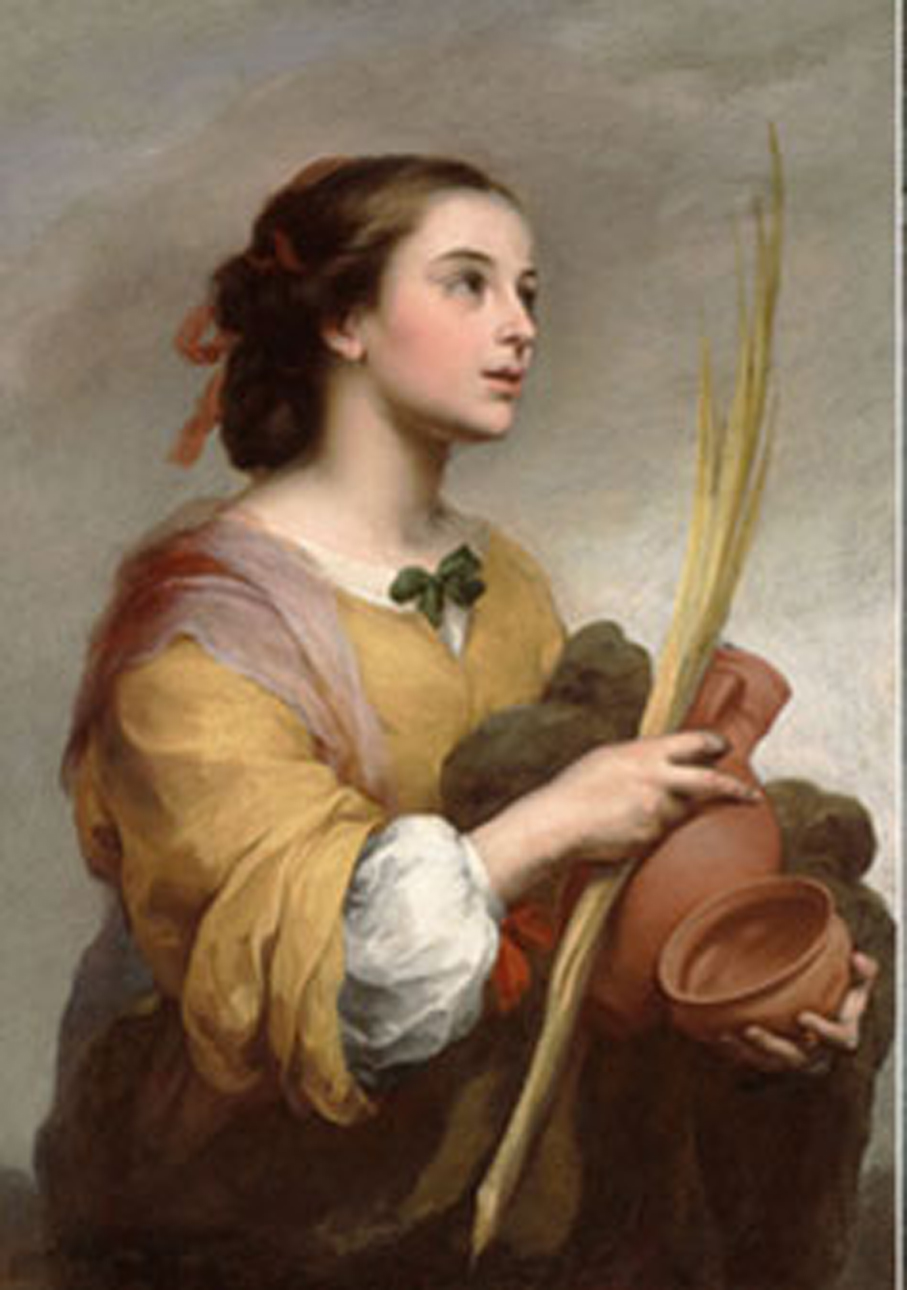
Santa Justa, por Murillo
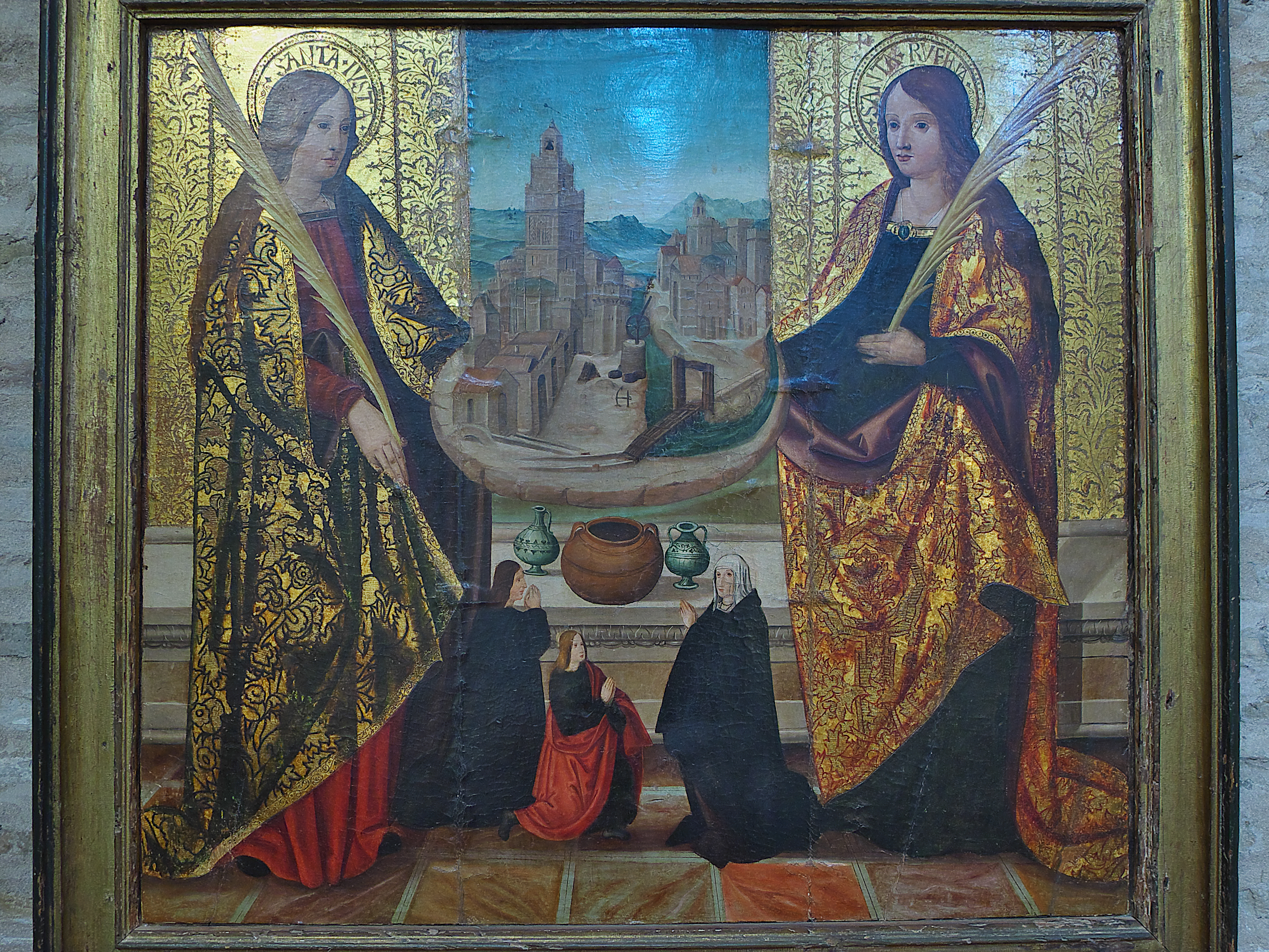
Iglesia de Santa Ana (Sevilla)
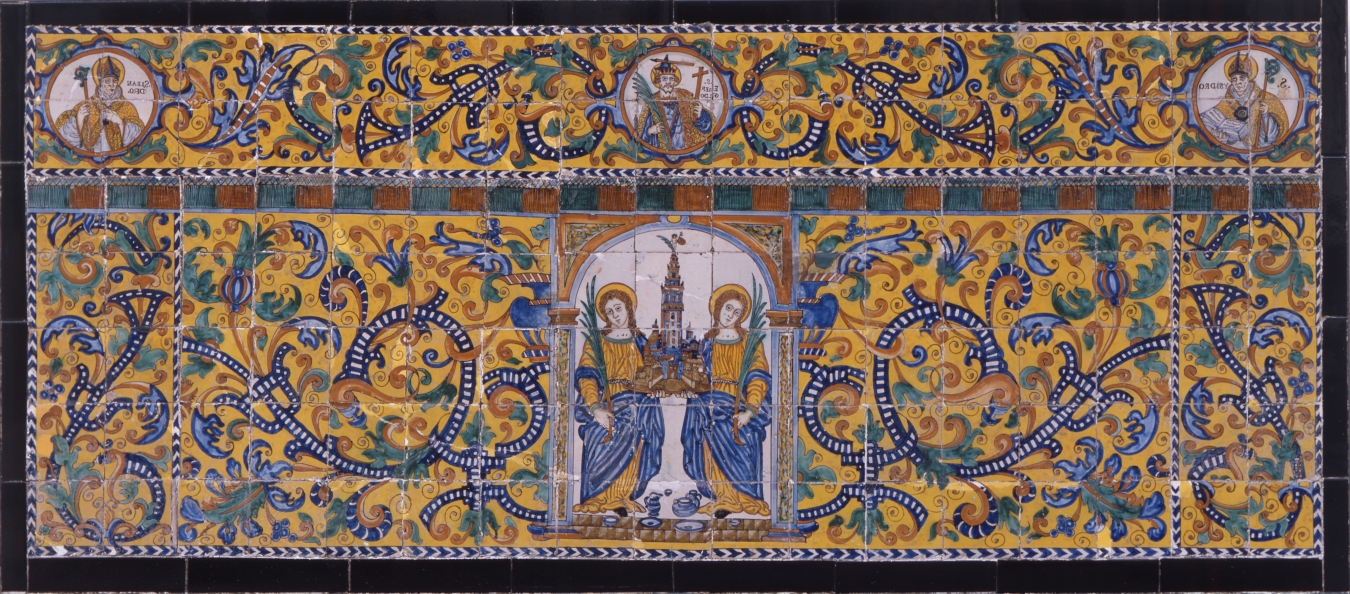
Cerámica de Hernando de Valladares, año 1600. Museo de Bellas Artes de Sevilla
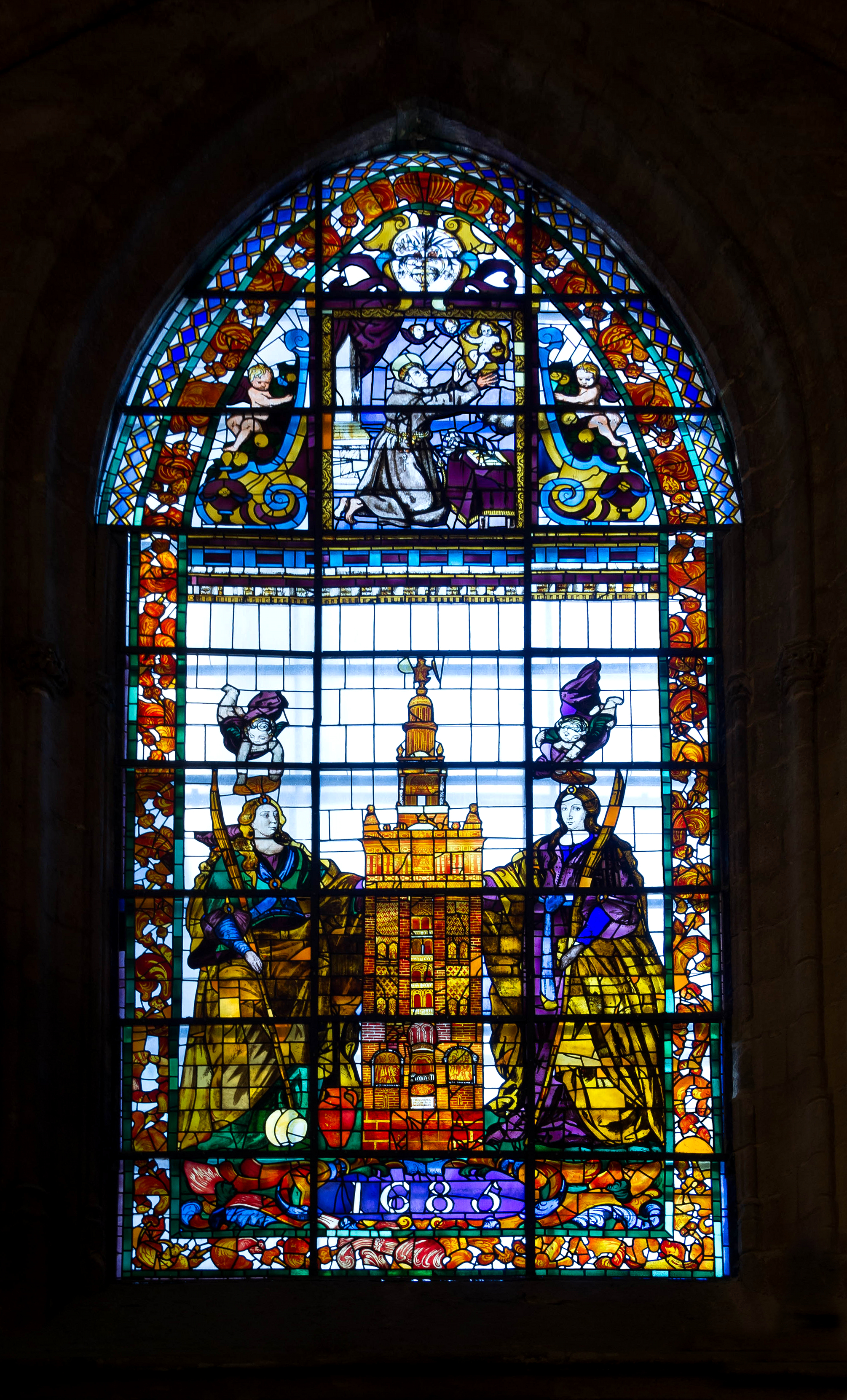
Catedral de Sevilla, año 1685

- Datos: Q2366673
- Multimedia: Justa and Rufina / Q2366673